# Lựu pháo

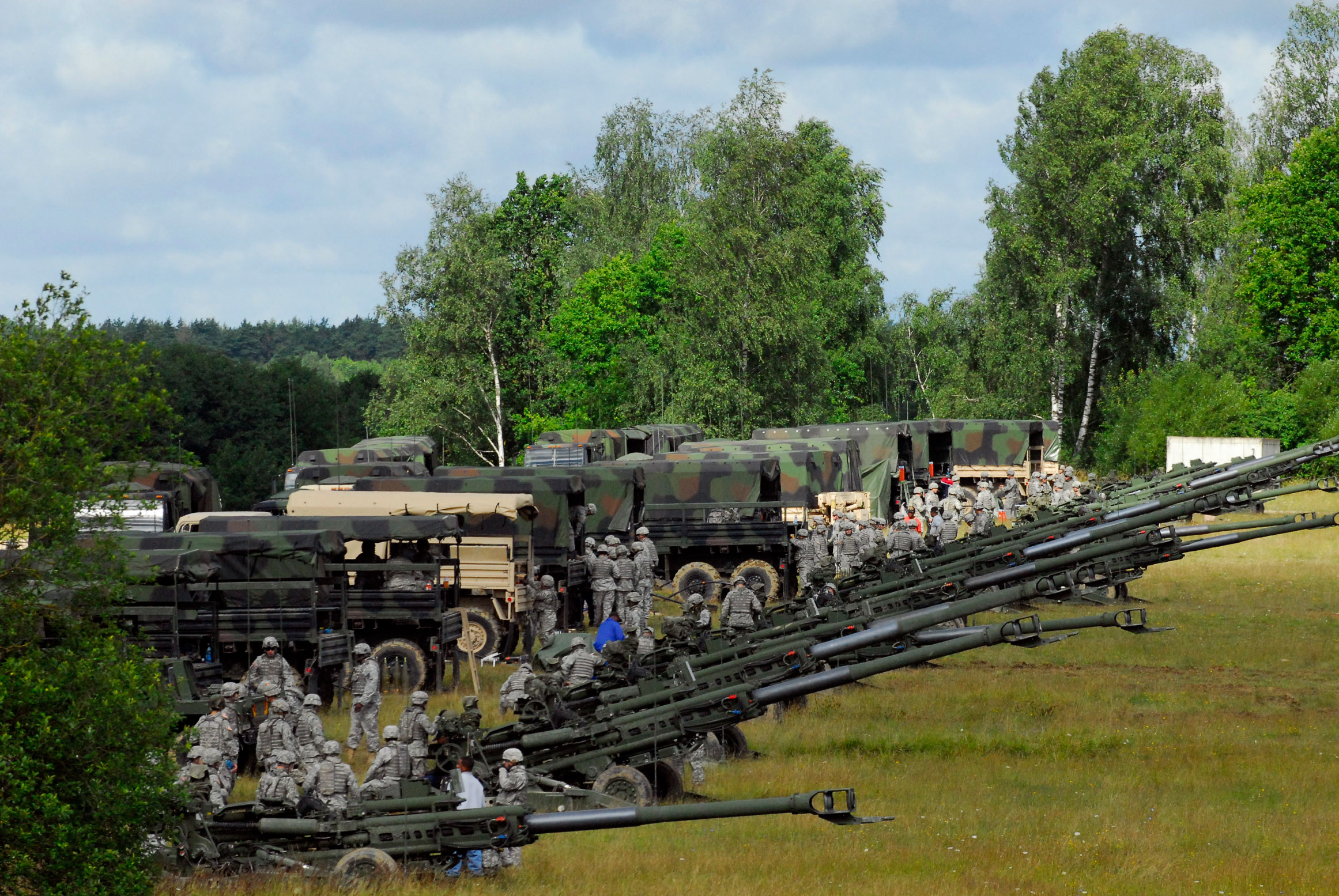
M-777 và kíp chiến đấu chuẩn bị diễn tập

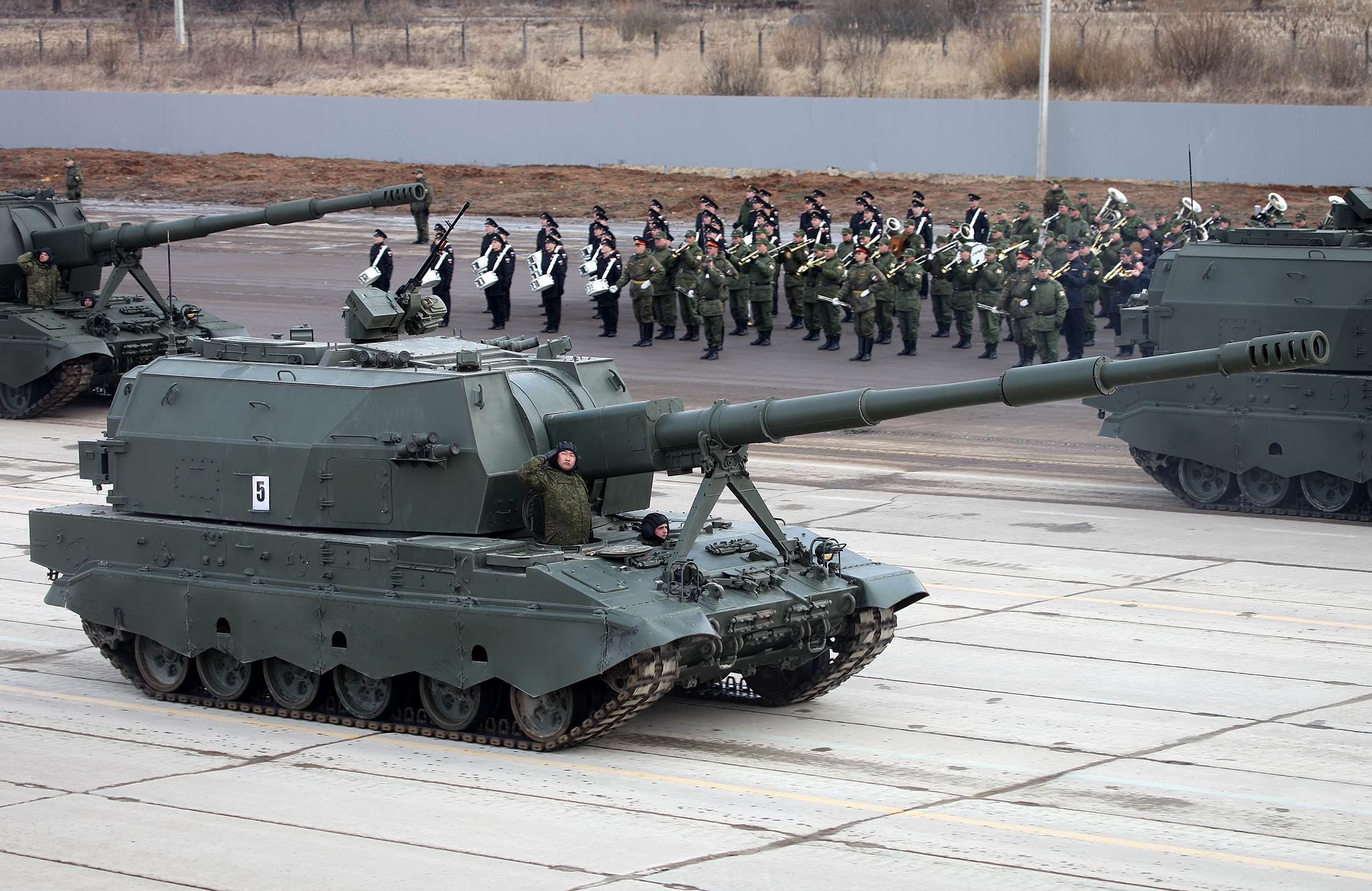
2S35 Koalitsiya của Nga

Lựu pháo là một trong bốn loại hỏa pháo cơ bản của pháo binh (pháo nòng dài, súng cối, pháo phản lực và lựu pháo). 
Đường đạn vòng cung, với góc nòng pháo 45° và tầm bắn đến vài chục km, cho phép xạ thủ lựu pháo không cần nhìn trực tiếp mục tiêu mà vẫn có thể tấn công địa điểm nằm khuất sau vật cản hay ở vị trí rất xa. Nhờ đặc điểm này, binh chủng pháo binh sử dụng lựu pháo như một vũ khí cơ bản với một số lượng lớn.
Do ít có khả năng tiêu diệt mục tiêu bằng một hoặc vài quả đạn, lựu pháo thường được dùng nhiều khẩu một lúc và bắn đồng loạt theo hiệu lệnh vào tọa độ bắn trên bản đồ hoặc theo hiệu chỉnh của trinh sát pháo binh. Trong một trận đánh pháo binh, bên có số lượng lựu pháo nhiều hơn dễ áp đảo đối phương, nhờ mật độ bắn pháo cao hơn.
Trong Chiến tranh Việt Nam các bên sử dụng các loại lựu pháo cơ bản nổi tiếng như M101 105 mm của Mỹ, Quân đội Nhân dân Việt Nam sử dụng có hiệu quả M-30 122 mm và M-46 130 mm do Liên Xô và Trung Quốc chế tạo.

## Ảnh

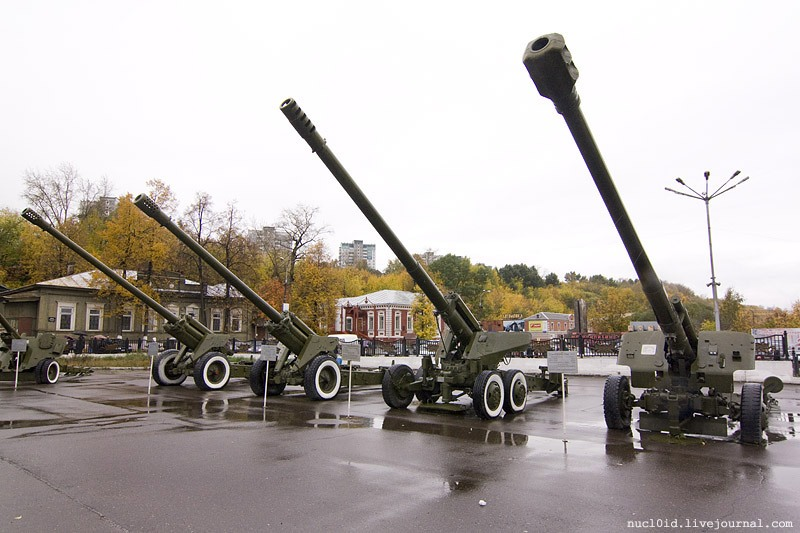
Từ trái sang: M-46 130mm, M-47 152mm, 2A36 152mm, 2A65 152mm
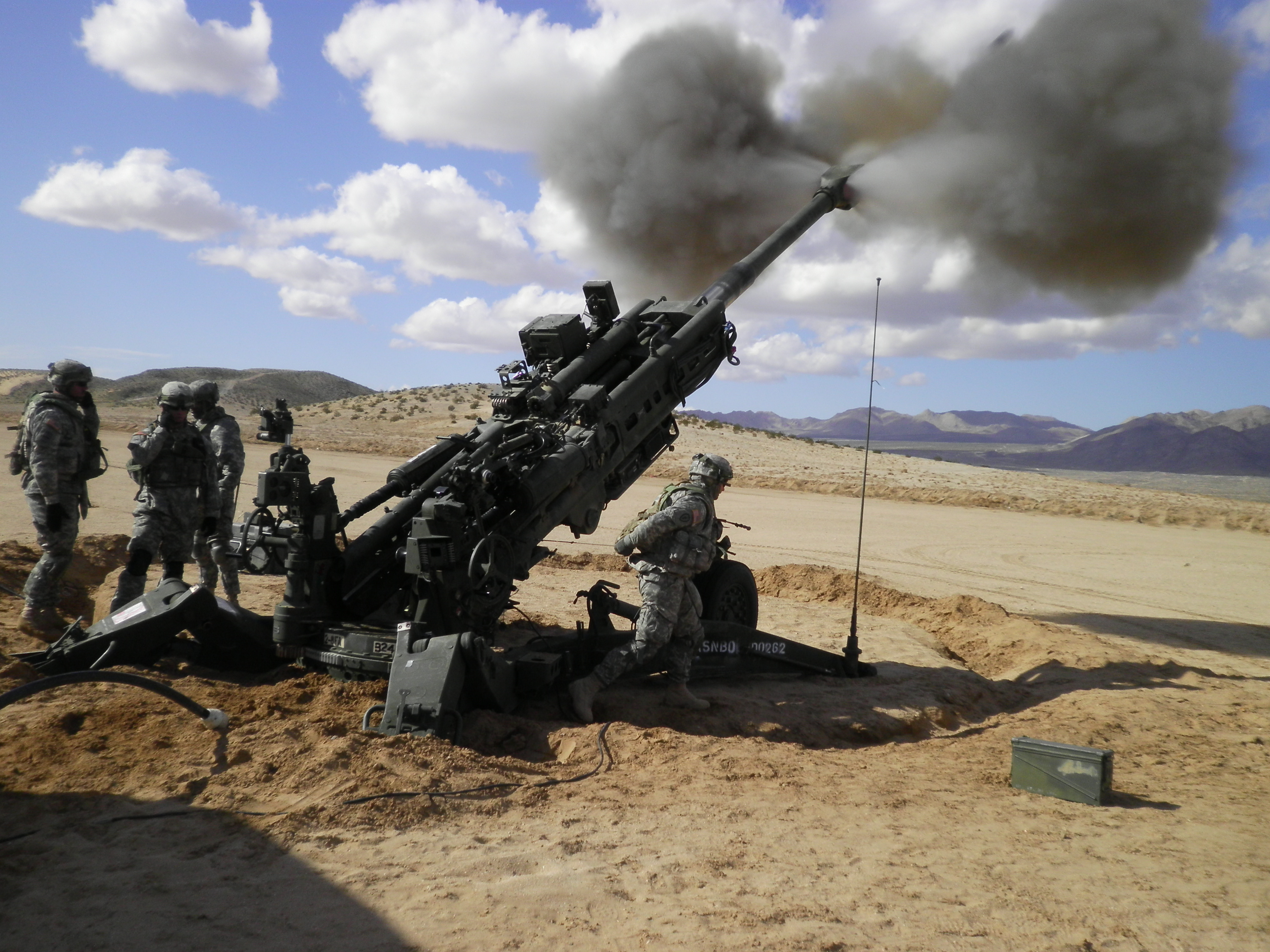
Lựu pháo hạng nhẹ M-777 155mm của Mỹ
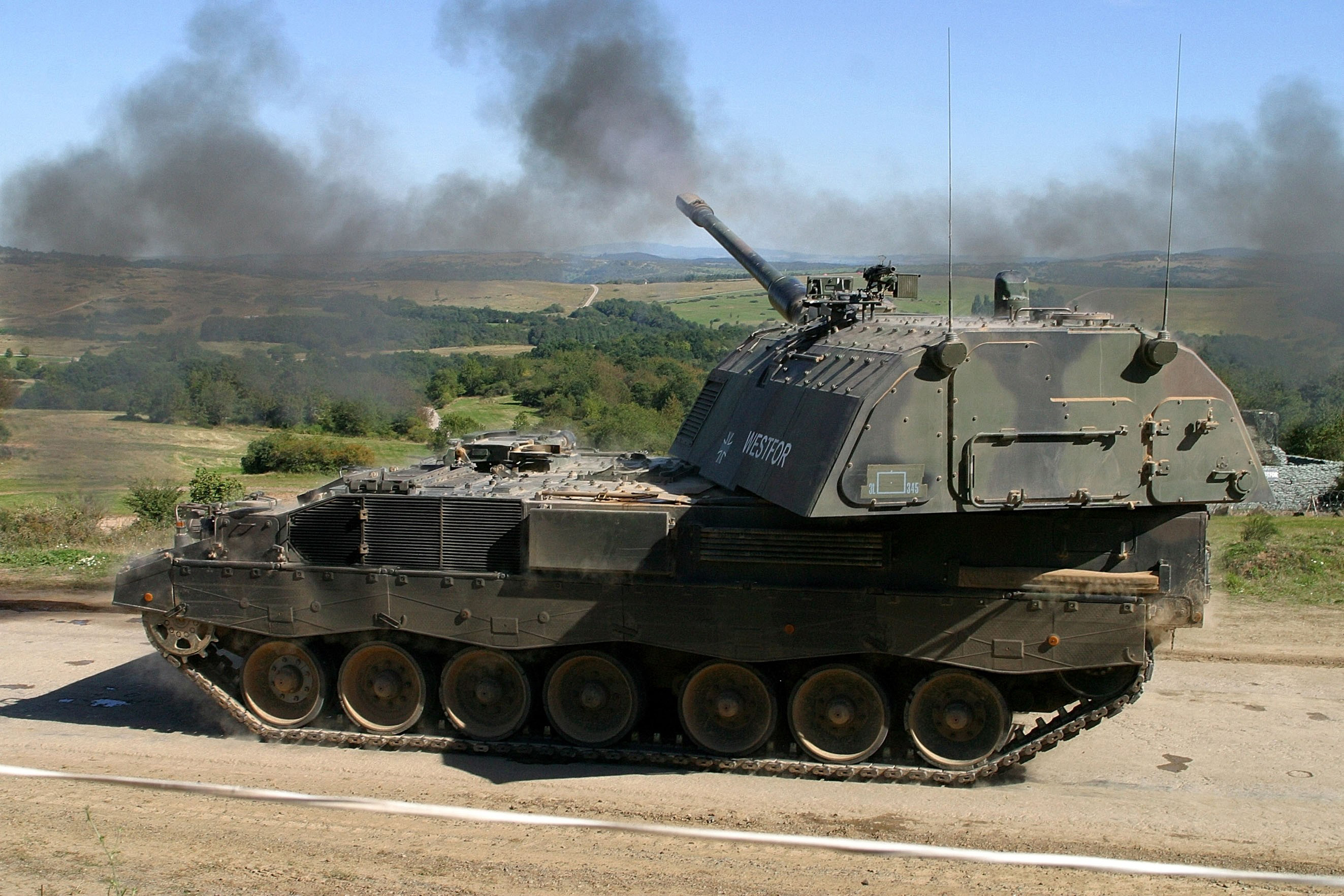
Pháo tự hành Panzerhaubitze 2000 của Đức
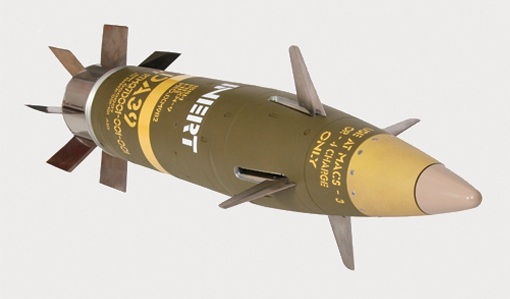
Đạn pháo dẫn đường XM982 Excalibur của Mỹ
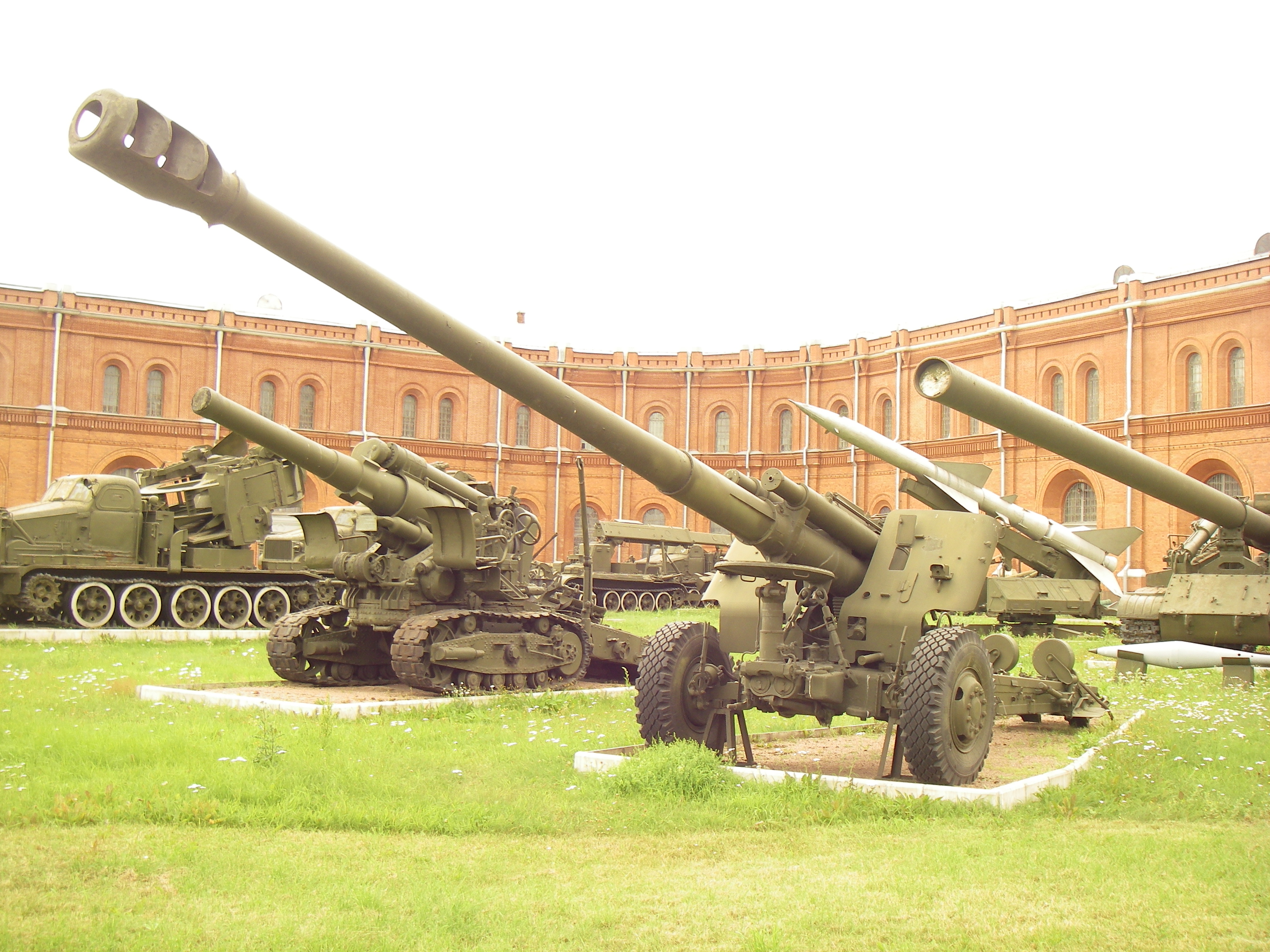
2A65 Msta-B, lựu pháo có khả năng bắn đạn hạt nhân
M-777 của thủy quân Mỹ được chở bằng trực thăng hạng nặng CH-53E tại Afghanistan
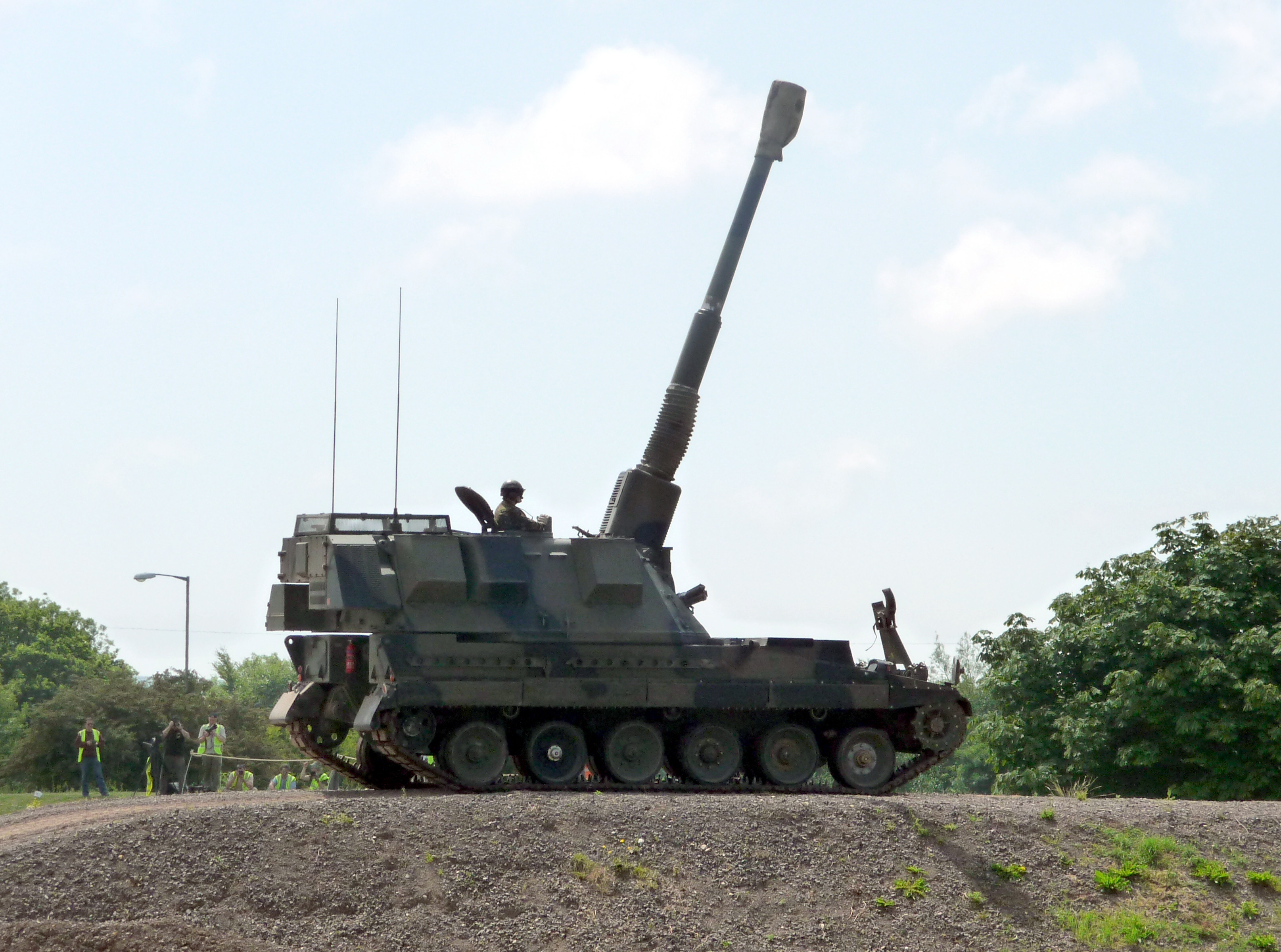
AS90 của Anh
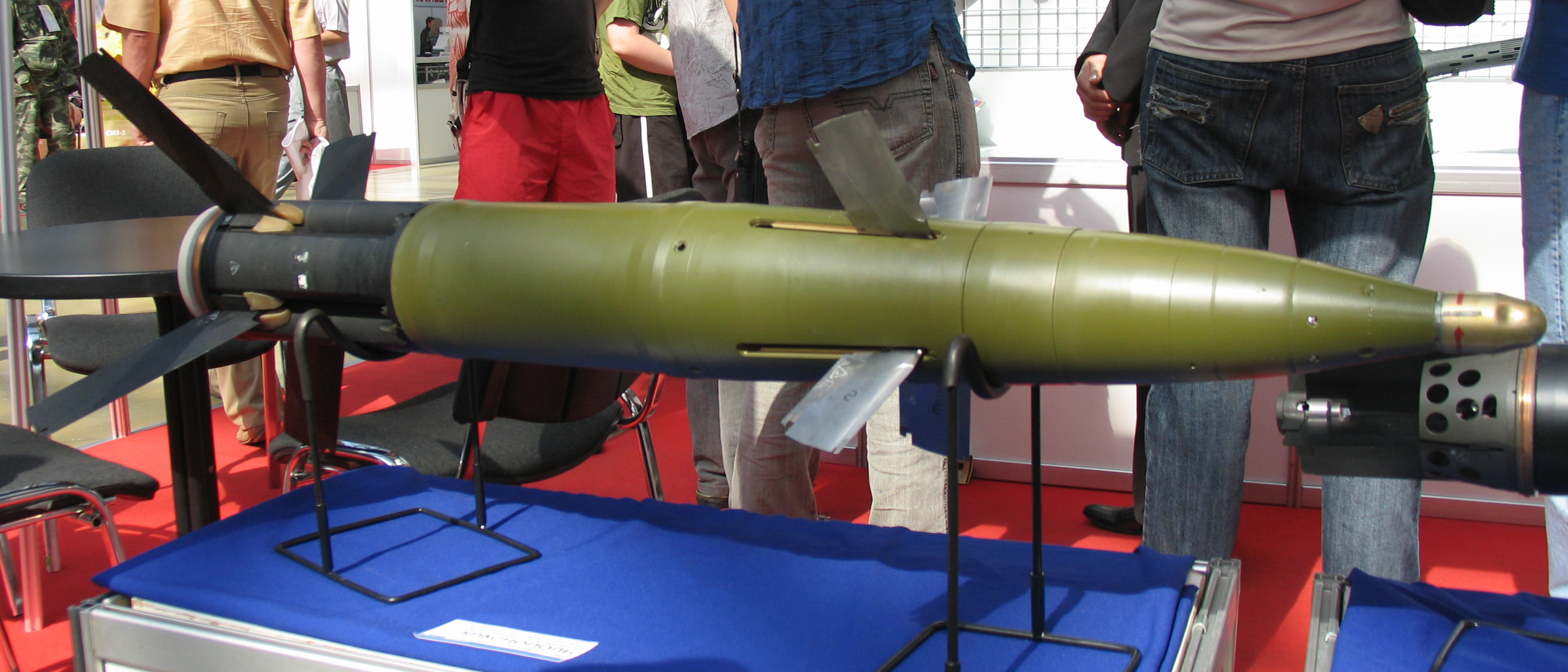
Đạn pháo chính xác 2K25 Krasnopol của Nga
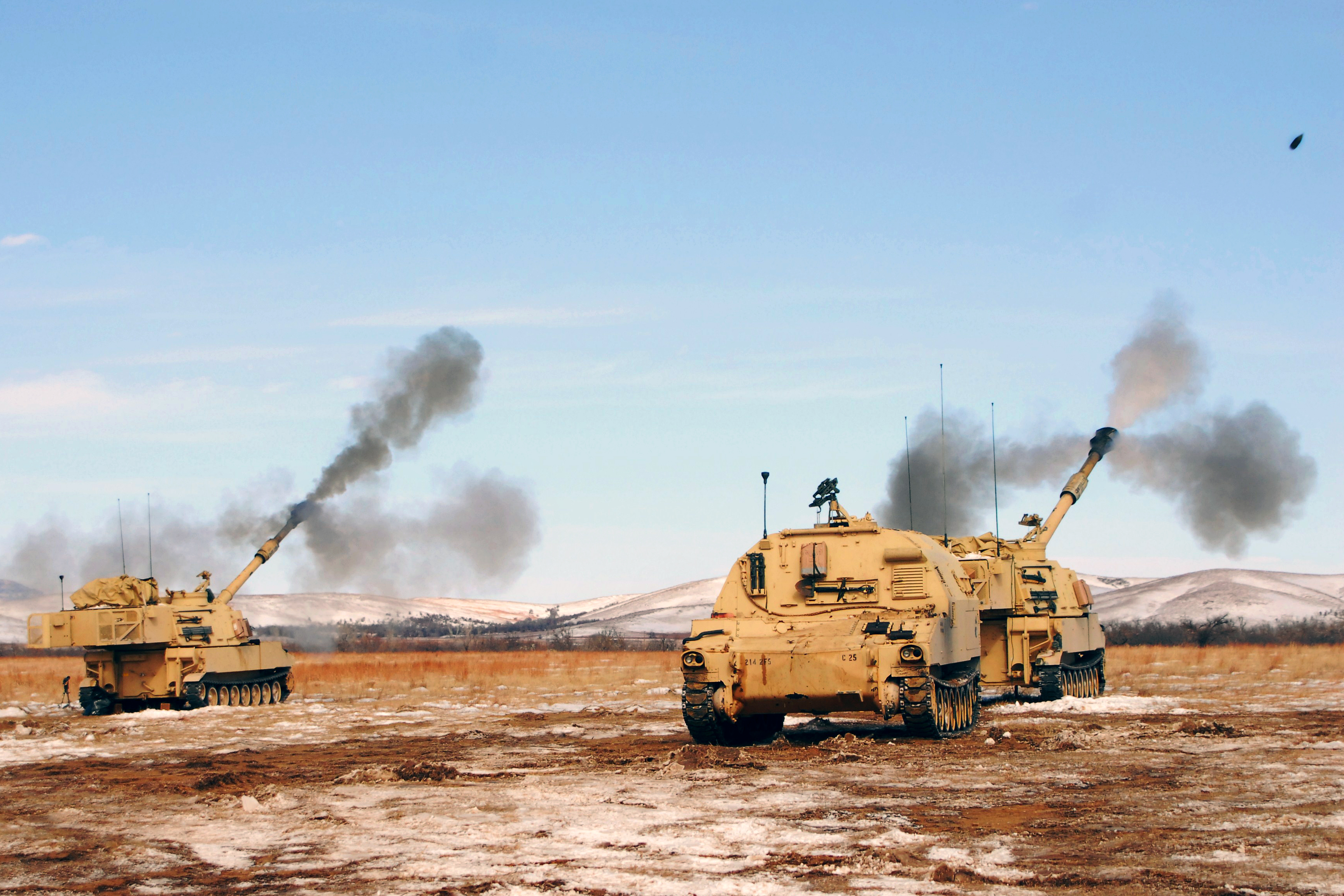
M-109A6 và xe tiếp đạn M-992A2
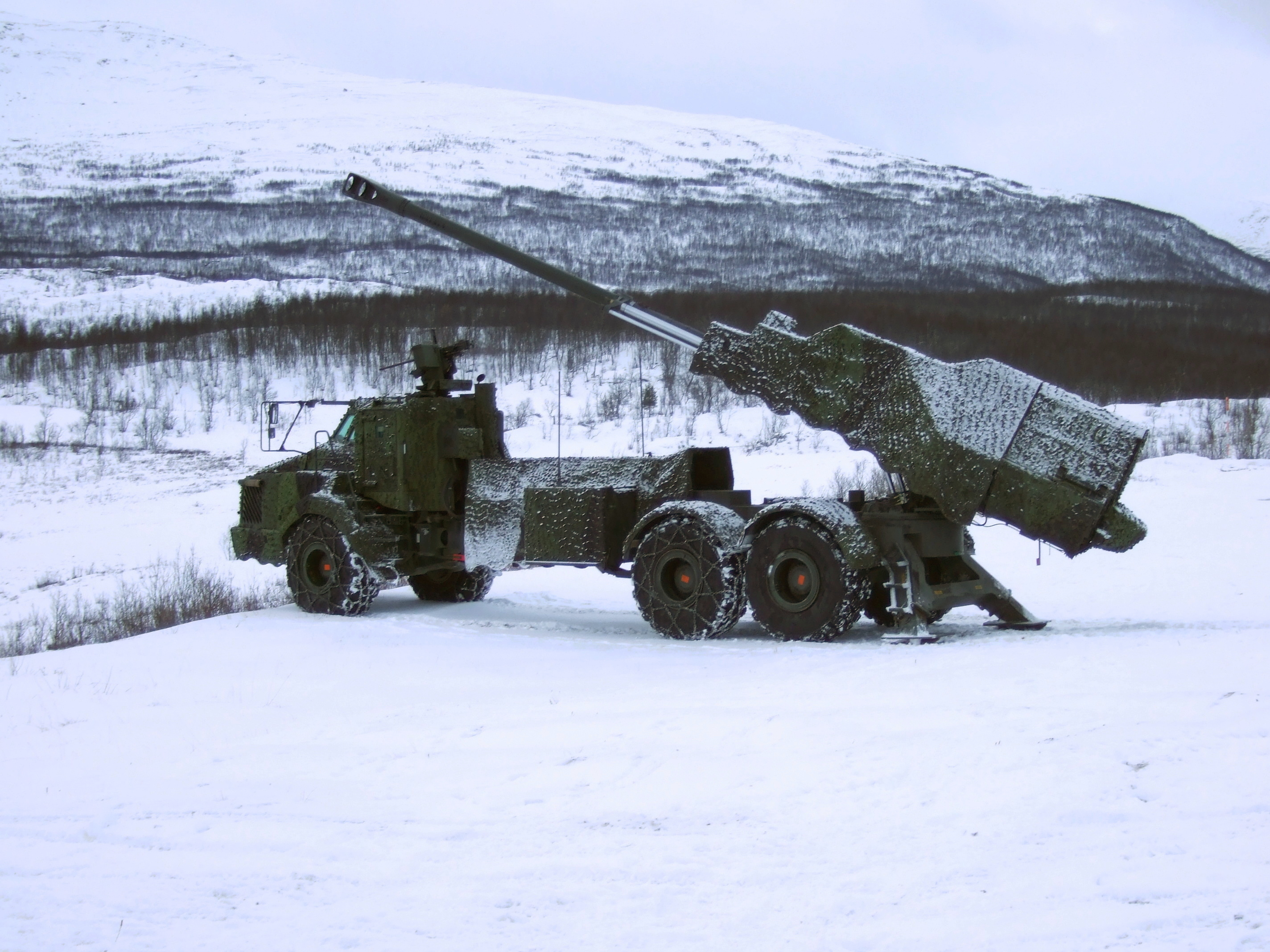
Pháo tự hành Archer
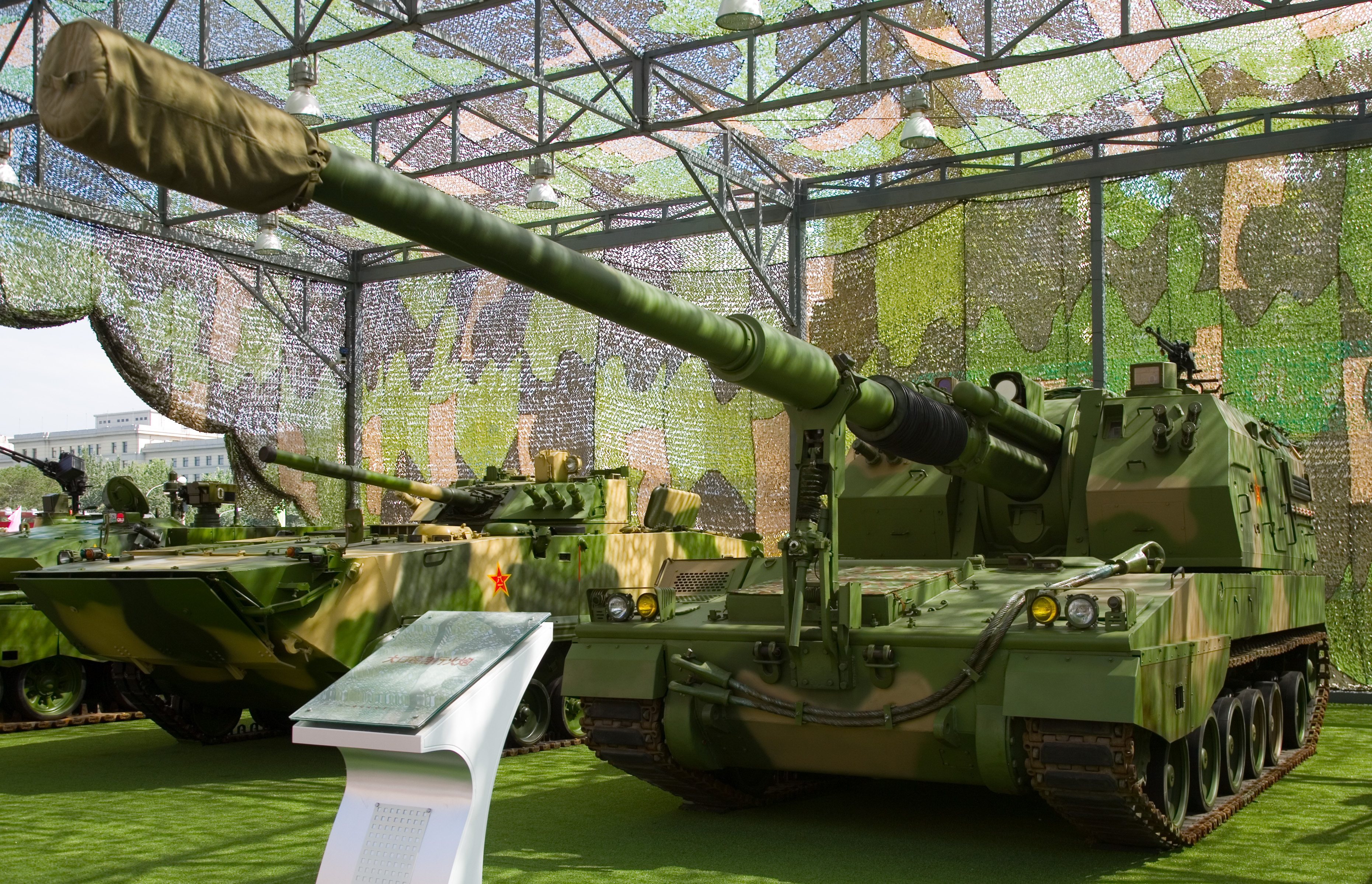
PLZ 05 của Trung Quốc